# Asesinato de Krista Harrison
Krista Harrison (Orrville, Ohio; 28 de mayo de 1971 - Marshallville, Ohio; 17 de julio de 1982) fue una niña estadounidense cuyo asesinato quedó sin resolver durante dos años, hasta que la policía detuvo a Robert Anthony Buell y le condenó en 1984. Fue ejecutado por inyección letal el 24 de septiembre de 2002.

## Secuestro y asesinato

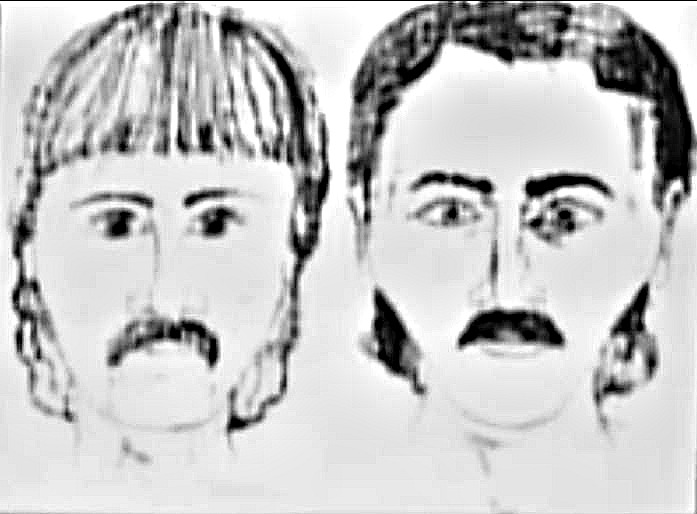
Bocetos policiales del sospechoso en el momento del secuestro de Krista Harrison.

Krista Harrison, de once años en el momento de su secuestro, estaba recogiendo latas de aluminio en el parque Marshallville con una de sus amigas. El parque estaba a apenas cien metros de su casa. La amiga informó que un hombre de entre 25 y 35 años y con el pelo largo hasta los hombros se acercó a Harrison en su camioneta, la obligó a subir al vehículo y se marchó. La compañera de Harrison describió que la camioneta del secuestrador era de color marrón o rojo oscuro y tenía ventanas redondas a los lados, cerca de la parte trasera. Después de que fuera secuestrada, los voluntarios la buscaron por Marshallville sin éxito. Inicialmente se creyó que el hombre exigiría un rescate por el regreso de Krista, pero no se estableció ningún contacto.
No fue hasta seis días después que sus restos, en una etapa avanzada de descomposición, fueron descubiertos entre las malas hierbas, a unos metros del costado de una carretera poco transitada en el condado vecino de Holmes (Ohio). La habían estrangulado y agredido sexualmente con un vibrador y le habían envuelto las piernas con una gran bolsa de plástico. Debido al estado de sus restos, la policía no pudo identificar el cuerpo hasta que el padre de Harrison confirmó que era su hija. Una toalla de Budweiser, una caja de asiento para el automóvil ensangrentada, un mechón de pelo de Harrison, guantes, una camisa a cuadros y unos pantalones vaqueros fueron encontrados en un vertedero cercano. El examen de los restos indicó que la descomposición se había acelerado porque el cuerpo estuvo sometido a altas temperaturas, lo que probablemente fue consecuencia de su permanencia dentro del vehículo durante un largo período de tiempo durante el clima de verano. Harrison fue enterrada en el cementerio de Maple Grove, en Marshallville.

## Investigación
En el cuerpo de Harrison y en la toalla cerca de la escena se encontraron una cantidad distinta de fibras de poliéster de color naranja o nuez moscada. Después de examinarlos con un microscopio, los investigadores concluyeron que tenían forma trilobular y probablemente provenían de algún tipo de alfombra. Se encontraron fibras similares en el cuerpo de Tina Harmon, una niña de 12 años que fue violada y asesinada ocho meses antes. Un hombre ya había sido condenado por pruebas circunstanciales de su muerte y fue encarcelado cuando secuestraron a Harrison. Luego, las autoridades comenzaron a considerar que ambas niñas eran víctimas de la misma persona, ya que ambas fueron violadas sexualmente, estranguladas y asesinadas en el mismo condado. Los dos también tenían el mismo tipo de fibras en sus restos, lo que vinculaba aún más los crímenes.
La bolsa que se encontró envuelta alrededor de la mitad inferior del cuerpo de Harrison era única, ya que tenía distintos patrones de plegado y grosor que ocurrieron durante el proceso de fabricación. La bolsa se rastreó hasta una fábrica en Pioneer (Ohio). Estas bolsas se utilizaron para empaquetar un tipo de asiento para el automóvil, que era de color negro. Estos asientos, vendidos a través de Sears, solo estuvieron disponibles por un breve período de tiempo por correo. La caja que contenía la sangre de Harrison pertenecía al mismo tipo de asiento de seguridad. Posteriormente, se examinaron los registros de ventas de los asientos en la tienda para buscar a cualquier residente de Ohio que pudiera haber comprado los asientos. Veintitrés personas en el norte del estado habían comprado este tipo de asiento para el automóvil, pero ninguna poseía una camioneta que coincidiera con la utilizada durante el secuestro.

## Captura y juicio de Robert Buell

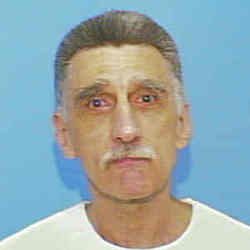
Robert Anthony Buell, condenado por el asesinato de Harrison.

Después de que se encontrase el cuerpo de Harrison, se ofreció una recompensa de 10 000 dólares por cualquier información que condujera a esclarecer el caso y cercar al secuestrador, mostrándose diversos bocetos compuestos del perpetrador. Nadie fue arrestado hasta dos años después. En 1984, Robert Anthony Buell, de 44 años, empleado del estado de Ohio, secuestró a una mujer de 28 años mientras trabajaba como gerente en una gasolinera de Damascus (Ohio). A la mujer le rapó la cabeza, la electrocutó con un cable eléctrico cortado, la golpeó, la ató a la cama y la violó. Ella pudo escapar, doce horas después, temiendo por su vida, y corrió a una casa cercana para notificar a la policía después de que su atacante se había ido a trabajar. Un hombre así se había aprovechado previamente de un número indeterminado de mujeres en Ohio, que por lo general tenían entre veinte y cuarenta años.
Luego, la policía comparó las fibras de la alfombra naranja encontradas en el cuerpo de Harrison con las de la camioneta de Buell, que era del mismo color que la vista en 1982. Las ventanas retrovisoras tenían una forma diferente, aunque más tarde se reveló que habían sido reemplazadas. Más tarde se llegó a la conclusión de que las fibras del cuerpo de Harrison y la alfombra de la camioneta coincidían probablemente y los registros de Sears indicaron que Buell había comprado el mismo tipo de asiento para el automóvil que alguna vez estuvo contenido en la bolsa y la caja que se usaron para ocultar el cuerpo. La pintura que se encontró en los jeans cerca del vertedero también coincidía con la del exterior de la residencia de Buell. Los vaqueros en sí eran similares a otros pares que tenía. La imprimación en aerosol en su garaje también se combinó con algunas que estaban presentes en la caja. Una huella digital en el plástico que ocultaba el cuerpo de Harrison no coincidía con las huellas digitales de Buell.
Buell no impugnó el secuestro y la violación de la víctima adulta, pero negó cualquier implicación en el asesinato de Krista. Fue declarado culpable tras ser juzgado y condenado a muerte en 1984; siendo ejecutado mediante inyección letal en 2002. Negó su participación y nunca fue acusado de la muerte de Tina Harmon, aunque los pelos de perro pertenecientes a los restos de uno encontrado enterrado en su residencia coincidían. En 2010, se comparó el ADN de la escena del crimen del asesinato de Tina con el de Buell, lo que indica que él estuvo involucrado en su violación y, muy probablemente, en su asesinato. Otra víctima que fue asesinada en 1983, Debora Kaye Smith, de 10 años, tenía cera en su cuerpo que era del mismo tipo de velas que tenía Buell. Su cuerpo fue encontrado más de un mes después de su muerte, abandonado a la orilla del río Tuscarawas.
El ex periodista de la revista Cleveland Scene, James Renner, ha escrito a través de varios de sus trabajos que el sobrino de Buell, Ralph Ross Jr., pudo haber jugado un papel en los asesinatos, si no haber sido totalmente responsable. También ha relacionado los casos con el de los asesinatos sin resolver de Barbara Barnes, de 13 años, y Amy Mihaljevic, de 10 años. Se encontraron fibras similares en el cuerpo de esta última víctima.